# CPH Privathospital
CPH Privathospital er et danskejet privathospital, der ligger i Farum.
I januar 2018 åbnede hospitalet i den gamle rådhusbygning i Farum.